# Elecciones legislativas de Reunión de 1849
Elecciones legislativas para la Asamblea Nacional de Francia tuvieron lugar en Reunión el 30 de septiembre de 1849, con una segunda ronda el 21 de octubre. El territorio escogió dos escaños, con los electores pudiendo emitir dos votos. Los escaños fueron obtenidos por Charles Ogé Barbaroux y Jean-Baptiste de Greslan.

## Resultados
| Candidato                           | Primera ronda | Primera ronda | Segunda ronda | Segunda ronda |
| Candidato                           | Votos         | %             | Votos         | %             |
| ----------------------------------- | ------------- | ------------- | ------------- | ------------- |
| Charles Ogé Barbaroux               | 3,212         |               | 5,398         |               |
| Jean-Baptiste de Greslan            | 3,340         |               | 5,297         |               |
| Sully Brunet                        | 2,739         |               | 3,911         |               |
| Votos emitidos                      | 6,405         | −             | 9,183         | −             |
| Electores registrados/participación | 36,723        | 17.4          | 34,810        | 26.4          |
| Fuente: Sternberger et al.          |               |               |               |               |